# René Borremans
Pour les articles homonymes, voir Borremans.
René Borremans (Ligne (Belgique), 11 août 1930 - 15 juin 2014) est un homme politique belge, membre du Parti socialiste.
Il est régent littéraire (français-latin) (École normale de l’État de Mons, 1952); professeur à l'Athénée de Fleurus (1957-1985); administrateur de l’IRE, président de Bru-Télé (télédistribution) commence à se développer, administrateur du TEC-Charleroi (1991).
Reconnaissante de l’attention accordée par René Borremans à la commémoration des événements napoléoniens, la France lui octroya le titre de chevalier des Arts et des Lettres (1991).

## Carrière politique
- conseiller communal de Fleurus (1971-1994)
  - échevin (1971-1976)
  - bourgmestre (1977-1993)
- conseiller provincial du Hainaut (1981-1985)
- sénateur (1985-1995)
  - membre du Conseil régional wallon (1985-1995)

## Distinctions
- Chevalier de l'ordre des Arts et des Lettres (1991)